# ABC Supply 500

Pocono Raceway.

ABC Supply 500 fue una carrera de IndyCar llevada a cabo en Pocono Raceway en Long Pond, Pensilvania, Estados Unidos. La carrera fue parte del Campeonato Nacional del USAC entre 1971 y 1981, luego de la CART entre 1982 y 1989, y por último de la IndyCar entre 2013 y 2019. Fue conocida también como Pocono 500. 

## Historia

### USAC
La carrera de Pocono 500 comenzó en 1971, como parte de la USAC National Championship Trail. Fue parte de la Triple Corona de USAC, consistiendo en Indianapolis 500, Pocono 500, y California 500. La carrera fue muy popular, y su diseño de trióvalo la hace única a la pista.

### CART

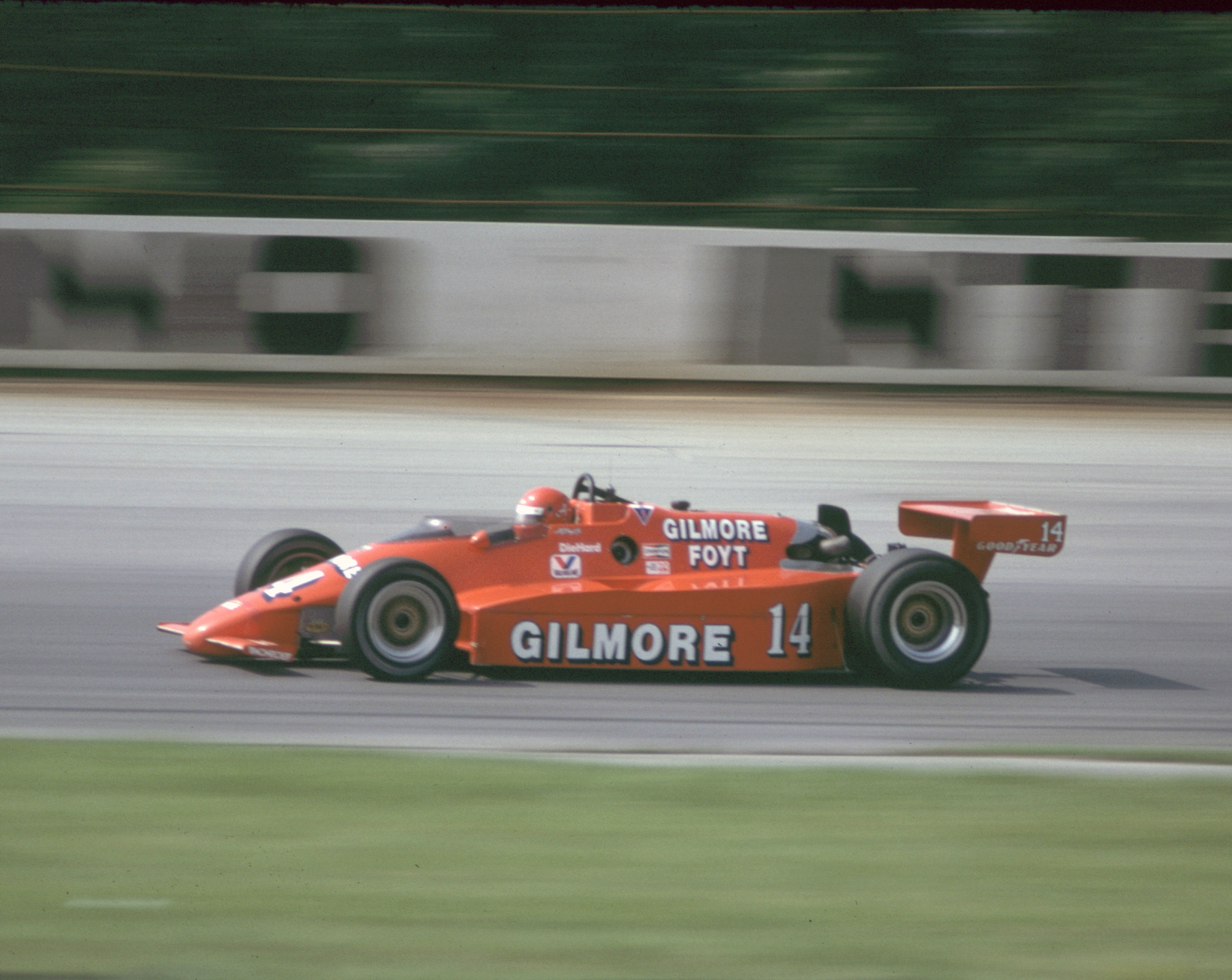
A. J. Foyt en Pocono 1984.

En 1982, la carrera se trasladó de junio a agosto, luego de que la pista fuera reacondicionada, se incorporó una segunda fecha del calendario de NASCAR Winston Cup Series. Al cambiarla para agosto, se estableció cierta distancia de la carrera de Indianápolis, y fue establecida dos o tres semanas después de la carrera de Míchigan 500, lo que le permitió a los equipos más tiempo para su preparación entre las carreras de 500 millas.
Luego del evento de 1989, la pista fue considerada inapropiada para los autos de IndyCar. La carrera de Pocono 500 fue removida del calendario por tiempo indeterminado debido a las pobres condiciones de la pista y pocas ganancias para sus patrocinadores.

### IndyCar
Luego de 23 años, el evento fue retomado por IndyCar Series en la temporada 2013. Después de cambios en la administración de la pista y luego de grandes mejoras en la seguridad de la misma, la carrera fue propuesta para el fin de semana del día de la Independencia de Estados Unidos. Para el 2013, la carrera fue programada para 400 millas, y fue parte del Fuzzy's Premium Vodka "Triple Crown". Para el 2014, la carrera volvió a su recorrido tradicional de 500 millas.
La carrera de 2014, ganada por Juan Pablo Montoya, es considerada como las 500 millas más rápidas de la historia de la IndyCar. El promedio de velocidad fue de 202.402 mph, y fue la primera carrera de 500 millas, tanto de IndyCar como de NASCAR, completada en menos de 2 horas y 30 minutos. Esto se debió a que hubo solamente una bandera amarilla.
La carrera fue quitada del calendario para 2020. En las ediciones de 2018 y 2019 se produjeron dos accidentes que generaron cuestionamientos hacia la seguridad del circuito.

## Ganadores
| 1971      | 3 de julio          | Mark Donohue       | Penske Racing               | McLaren        | Offy            | 200            | 500 (804.672)  | 3:36:22        | 138.649        |                |                |                |
| 1972      | 29 de julio         | Joe Leonard        | Vel's Parnelli Jones Racing | Parnelli       | Offy            | 200            | 500 (804.672)  |                | 154.781        |                |                |                |
| 1973      | 1 de julio          | A. J. Foyt         | A. J. Foyt Enterprises      | Coyote         | Foyt            | 200            | 500 (804.672)  | 3:26:58        | 144.948        |                |                |                |
| 1974      | 30 de junio         | Johnny Rutherford  | Bruce McLaren Motor Racing  | McLaren        | Offy            | 200            | 500 (804.672)  | 3:11:27        | 156.701        |                |                |                |
| 1975      | 29 de junio         | A. J. Foyt         | A. J. Foyt Enterprises      | Coyote         | Foyt            | 170*           | 425 (683.971)  | 3:01:13        | 140.712        |                |                |                |
| 1976      | 27 de junio         | Al Unser           | Vel's Parnelli Jones Racing | Parnelli       | Cosworth        | 200            | 500 (804.672)  | 3:28:53        | 143.622        |                |                |                |
| 1977      | 26 de junio         | Tom Sneva          | Penske Racing               | McLaren        | Cosworth        | 200            | 500 (804.672)  | 3:17:12        | 152.931        |                |                |                |
| 1978      | 25 de junio         | Al Unser           | Chaparral Cars              | Chaparral      | Cosworth        | 200            | 500 (804.672)  | 3:30:53        | 142.261        |                |                |                |
| 1979      | 24 de junio         | A. J. Foyt         | A. J. Foyt Enterprises      | Parnelli       | Cosworth        | 200            | 500 (804.672)  | 3:42:14        | 134.995        |                |                |                |
| 1980      | 22 de junio         | Bobby Unser        | Penske Racing               | Penske         | Cosworth        | 200            | 500 (804.672)  | 3:18:04        | 151.454        |                |                |                |
| 1981-82   | 14 de junio de 1981 | A. J. Foyt         | A. J. Foyt Enterprises      | March          | Cosworth        | 122*           | 305 (490.849)  | 2:13:23        | 137.196        |                |                |                |
| CART      |                     |                    |                             |                |                 |                |                |                |                |                |                |                |
| 1982      | 15 de agosto        | Rick Mears         | Penske Racing               | Penske         | Cosworth        | 200            | 500 (804.672)  | 3:25:39        | 145.879        |                |                |                |
| 1983      | 14 de agosto        | Teo Fabi           | Forsythe Racing             | March          | Cosworth        | 200            | 500 (804.672)  | 3:42:28        | 134.852        |                |                |                |
| 1984      | 19 de agosto        | Danny Sullivan     | Doug Shierson Racing        | Lola           | Cosworth        | 200            | 500 (804.672)  | 3:38:29        | 137.303        |                |                |                |
| 1985      | 18 de agosto        | Rick Mears         | Penske Racing               | March          | Cosworth        | 200            | 500 (804.672)  | 3:17:47        | 151.676        |                |                |                |
| 1986      | 17 de agosto        | Mario Andretti     | Newman/Haas Racing          | Lola           | Cosworth        | 200            | 500 (804.672)  | 3:17:13        | 152.106        |                |                |                |
| 1987      | 16 de agosto        | Rick Mears         | Penske Racing               | March          | Chevrolet-Ilmor | 200            | 500 (804.672)  | 3:11:50        | 156.373        |                |                |                |
| 1988      | 21 de agosto        | Bobby Rahal        | Truesports                  | Lola           | Judd            | 200            | 500 (804.672)  | 3:44:21        | 133.713        |                |                |                |
| 1989      | 20 de agosto        | Danny Sullivan     | Penske Racing               | Penske         | Chevrolet-Ilmor | 200            | 500 (804.672)  | 2:55:43        | 170.720        |                |                |                |
| 1990-2012 | Sin realizarse      | Sin realizarse     | Sin realizarse              | Sin realizarse | Sin realizarse  | Sin realizarse | Sin realizarse | Sin realizarse | Sin realizarse | Sin realizarse | Sin realizarse | Sin realizarse |
| IndyCar   |                     |                    |                             |                |                 |                |                |                |                |                |                |                |
| 2013      | 7 de julio          | Scott Dixon        | Chip Ganassi Racing         | Dallara DW12   | Honda           | 160            | 400 (643.738)  | 2:04:26        | 192.864        |                |                |                |
| 2014      | 6 de junio          | Juan Pablo Montoya | Team Penske                 | Dallara DW12   | Chevrolet       | 200            | 500 (804.672)  | 2:28:13        | 202.402        |                |                |                |
| 2015      | 23 de agosto        | Ryan Hunter-Reay   | Andretti Autosport          | Dallara DW12   | Honda           | 200            | 500 (804.672)  | 3:25:08        | 146.245        |                |                |                |
| 2016      | 22 de agosto        | Will Power         | Team Penske                 | Dallara DW12   | Chevrolet       | 200            | 500 (804.672)  | 2:46:29        | 180.198        |                |                |                |
| 2017      | 20 de agosto        | Will Power         | Team Penske                 | Dallara DW12   | Chevrolet       | 200            | 500 (804.672)  | 2:43:17        | 183.737        |                |                |                |
| 2018      | 19 de agosto        | Alexander Rossi    | Andretti Autosport          | Dallara DW12   | Honda           | 200            | 500 (804.672)  | 2:36:49        | 191.304        |                |                |                |
| 2019      | 18 de agosto        | Will Power         | Team Penske                 | Dallara DW12   | Chevrolet       | 128*           | 320 (514.88)   | 1:53:45        | 168.771        |                |                |                |

- 1975, 1981 y 2019: La carrera fue acortada por lluvias.

### American Racing Series/Indy Lights
| Temporada              | Fecha                  | Piloto                 | Chasis                 | Motor                  | Recorrido de carrera   | Recorrido de carrera   | Tiempo de carrera      | Velocidad promedio (mph) |
| Temporada              | Fecha                  | Piloto                 | Chasis                 | Motor                  | Vueltas                | Millas (km)            | Tiempo de carrera      | Velocidad promedio (mph) |
| American Racing Series | American Racing Series | American Racing Series | American Racing Series | American Racing Series | American Racing Series | American Racing Series | American Racing Series | American Racing Series   |
| ---------------------- | ---------------------- | ---------------------- | ---------------------- | ---------------------- | ---------------------- | ---------------------- | ---------------------- | ------------------------ |
| 1986                   | 16 de agosto           | Jeff Andretti          | March                  | Buick                  | 40                     | 100 (160.934)          | 0:40:52                | 146.812                  |
| 1987                   | 16 de agosto           | Tommy Byrne            | March                  | Buick                  | 40                     | 100 (160.934)          | 0:35:34                | 168.7                    |
| 1988                   | 20 de agosto           | Michael Greenfield     | March                  | Buick                  | 40                     | 100 (160.934)          | 0:45:45                | 131.137                  |
| 1989                   | 20 de agosto           | Tommy Byrne            | March                  | Buick                  | 28                     | 70 (112.654)           | 0:34:17                | 122.512                  |
| 1990-2012              | Sin realizarse         | Sin realizarse         | Sin realizarse         | Sin realizarse         | Sin realizarse         | Sin realizarse         | Sin realizarse         | Sin realizarse           |
| Indy Lights            |                        |                        |                        |                        |                        |                        |                        |                          |
| 2013                   | 6 de julio             | Carlos Muñoz           | Dallara                | Infiniti               | 40                     | 100 (160.934)          | 0:32:47                | 182.948                  |
| 2014                   | 5 de julio             | Gabby Chaves           | Dallara                | Infiniti               | 40                     | 100 (160.934)          | 0:36:53                | 162.7                    |